# Carl Wilhelm Otto Koch

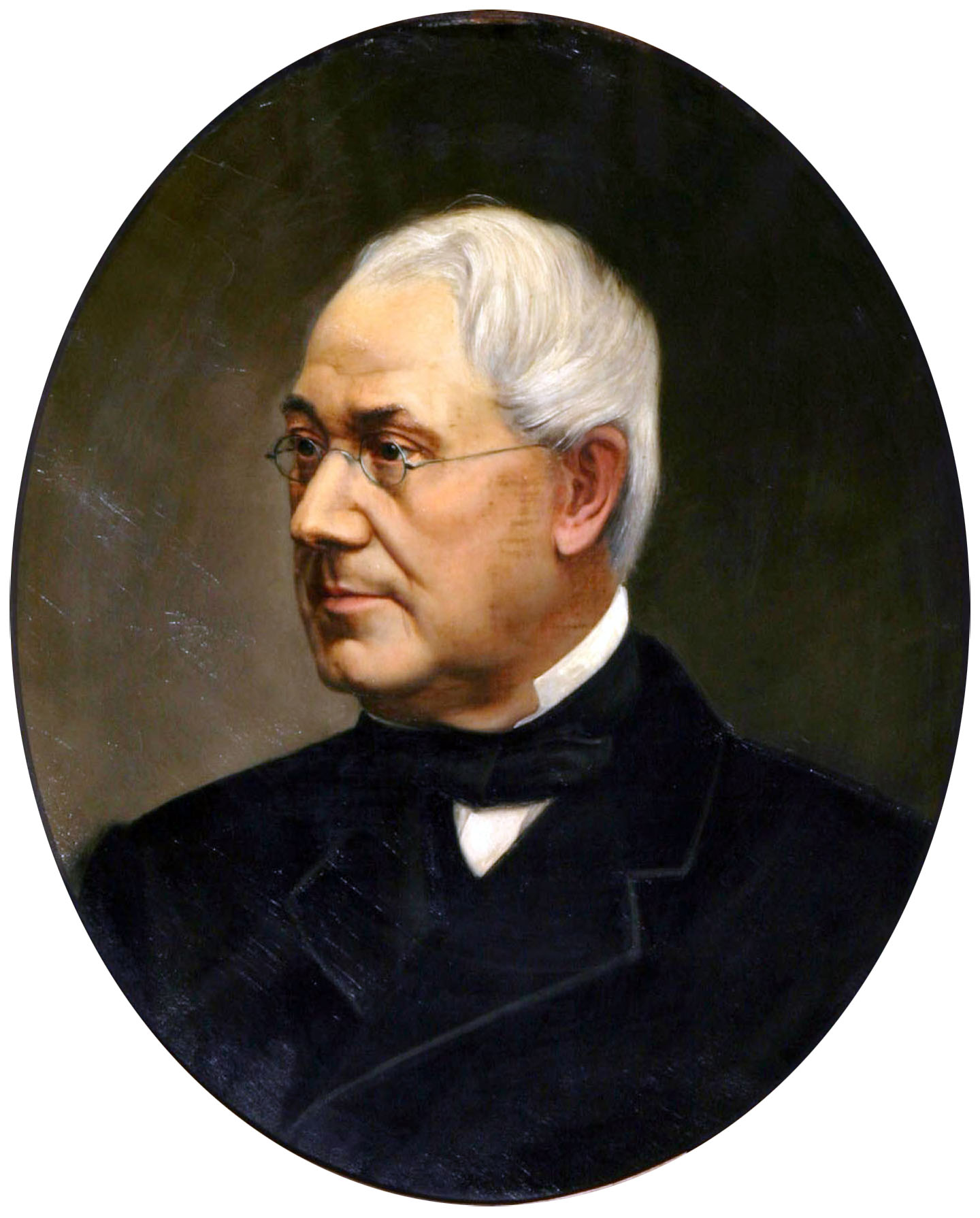
Otto Koch (um 1850)

Carl Wilhelm Otto Koch (in Kurzform Otto Koch, * 3. Mai 1810 in Graßdorf, Amt Leipzig; † 14. August 1876 in Connewitz bei Leipzig) war ein deutscher Jurist und nationalliberaler Politiker. Er war 1848/49 Mitglied der Nationalversammlung und von 1849 bis 1876 Bürgermeister von Leipzig.

## Leben
Koch war der Sohn eines Ratsoberförsters und besuchte von 1823 bis 1829 die Leipziger Nikolaischule. Danach studierte er von 1829 bis 1832 Rechtswissenschaften an der Universität Leipzig. Sein Studium schloss er mit Promotion zum Dr. jur. ab. 1832 folgte eine erste Tätigkeit als Aktuar am Leipziger Steueramt. Ab 1833 war er königlich sächsischer Notar und ab 1836 Assessor am Königlichen Hauptsteueramt in Leipzig. 1841 ließ er sich als Rechtsanwalt in Leipzig – mit Kanzlei im Haus Reichsstraße 1 – nieder. Er war verheiratet mit Bertha, geborene Tzschirner (1823–1889). Die Eheleute wurden im Kochschen Erbbegräbnis in der II. Abteilung (Nr. 78) des Neuen Johannisfriedhofs beerdigt, das durch die Stadt Leipzig als Ehrengrab ausgewiesen wurde.

## Leistungen

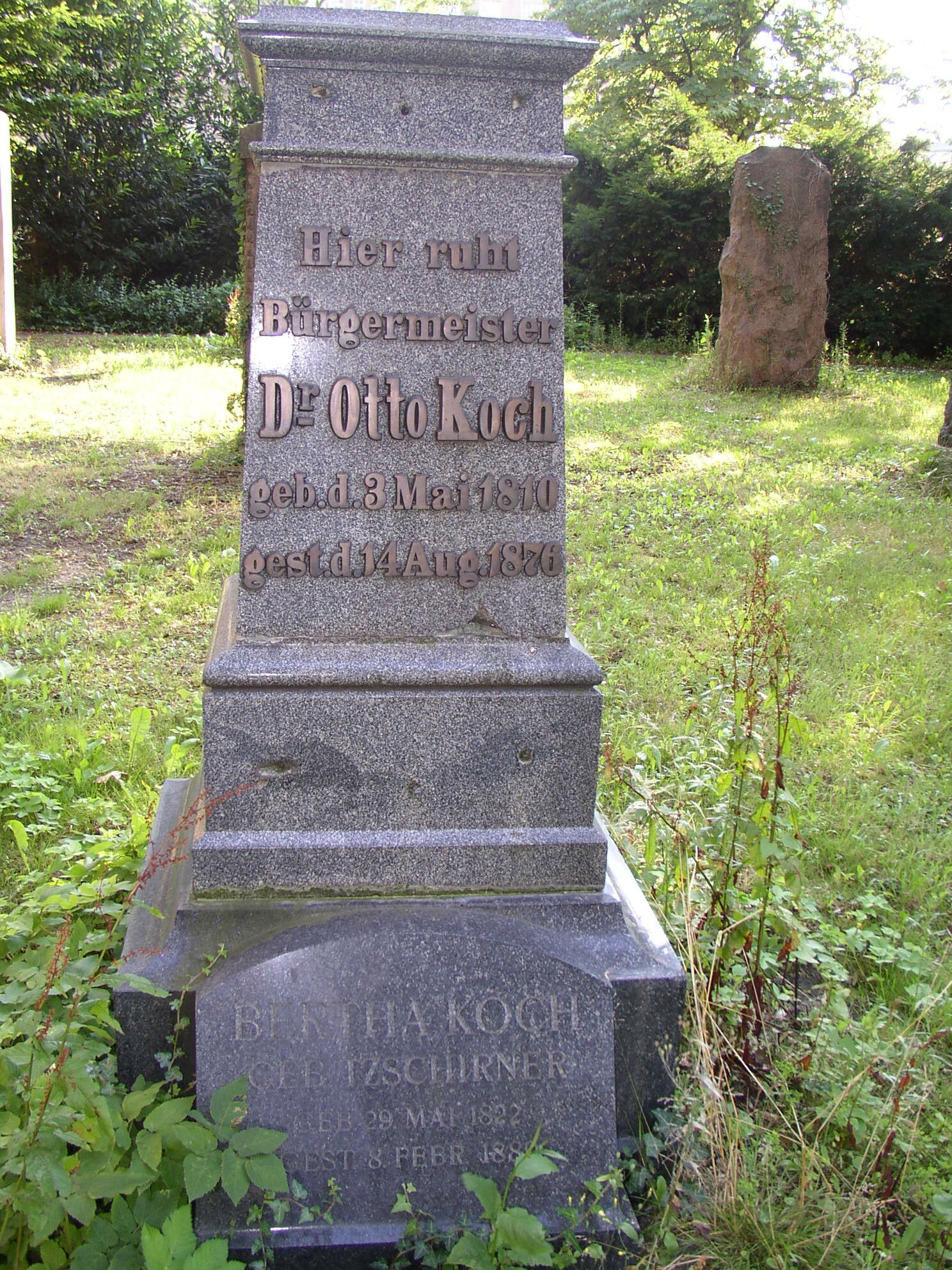
Kochs Grabstein im Lapidarium des Alten Johannisfriedhofs.

1844 bis 1847 war Koch nationalliberaler Stadtverordneter in Leipzig und gehörte in dieser Zeit dem Ausschuss für Kirchen, Schulen und milde Stiftungen und der Deputation für das Marktwesen und lokalstatuarische Angelegenheiten an. Am 11. Mai 1848 wurde er als Abgeordneter des 7. sächsischen Wahlkreises (Borna) in die Frankfurter Nationalversammlung gewählt, der er vom 18. Mai 1848 bis 30. Mai 1849 angehörte. Er schloss sich der liberalen Fraktion Württemberger Hof und nach deren Spaltung dem nationalliberalen Augsburger Hof an. Krankheitsbedingt war er öfters abwesend. Parallel hatte er 1848/1849 das Amt des Vizebürgermeisters von Leipzig inne.
Anschließend war Koch vom 30. Juni 1849 bis zu seinem Tod Bürgermeister von Leipzig. 1849/1850 vertrat er den 22. Wahlkreis in der II. Kammer des Sächsischen Landtags. Nachdem im Frühjahr 1850 das Wahlrecht von 1833 wieder eingeführt worden war, trat er das mit seinem Amt als Bürgermeister von Leipzig verbundene Mandat in der I. Kammer des Landtags an. Während seiner Amtszeit beschloss die Leipziger Ratsversammlung, dass seine Amtsbezeichnung künftig Oberbürgermeister heißen solle. Koch nahm den Beschluss nicht an. Erst sein Nachfolger Otto Georgi führte ab 1877 diesen Titel.
Während seiner Amtszeit wurden die großen Kulturbauten am Augustusplatz, das Bildermuseum (1858) und das Neue Theater (1868), gebaut sowie 1858/1859 die Parkgestaltung zwischen Schillerstraße und Roßplatz nach Plänen Peter Joseph Lennés ausgeführt. Koch zeigte sich äußerst engagiert und interessiert an diesen prestigeträchtigen Bauprojekten. Für das Neue Theater korrespondierte er mit dem schon alten, aber doch namhaftesten Theaterbauarchitekten seinerzeit, Carl Ferdinand Langhans, und konnte ihn noch für das Bauprojekt gewinnen. Auch die Bauten des Krankenhauses St. Jakob, der Nikolaischule an der Königstraße und der Georgenhalle fielen in seine Amtsperiode. Bis 1858 gelang es ihm außerdem, sämtliche Schulden der Stadtkasse zu tilgen. Somit gilt er als Wegbereiter der wirtschaftlichen und kulturellen Entwicklung Leipzigs zu einer der wichtigsten Großstädte im Königreich Sachsen. Während Kochs Amtszeit verdoppelte sich die Einwohnerzahl Leipzigs von 62.000 (1849) auf über 127.000 (1875).

## Ehrungen

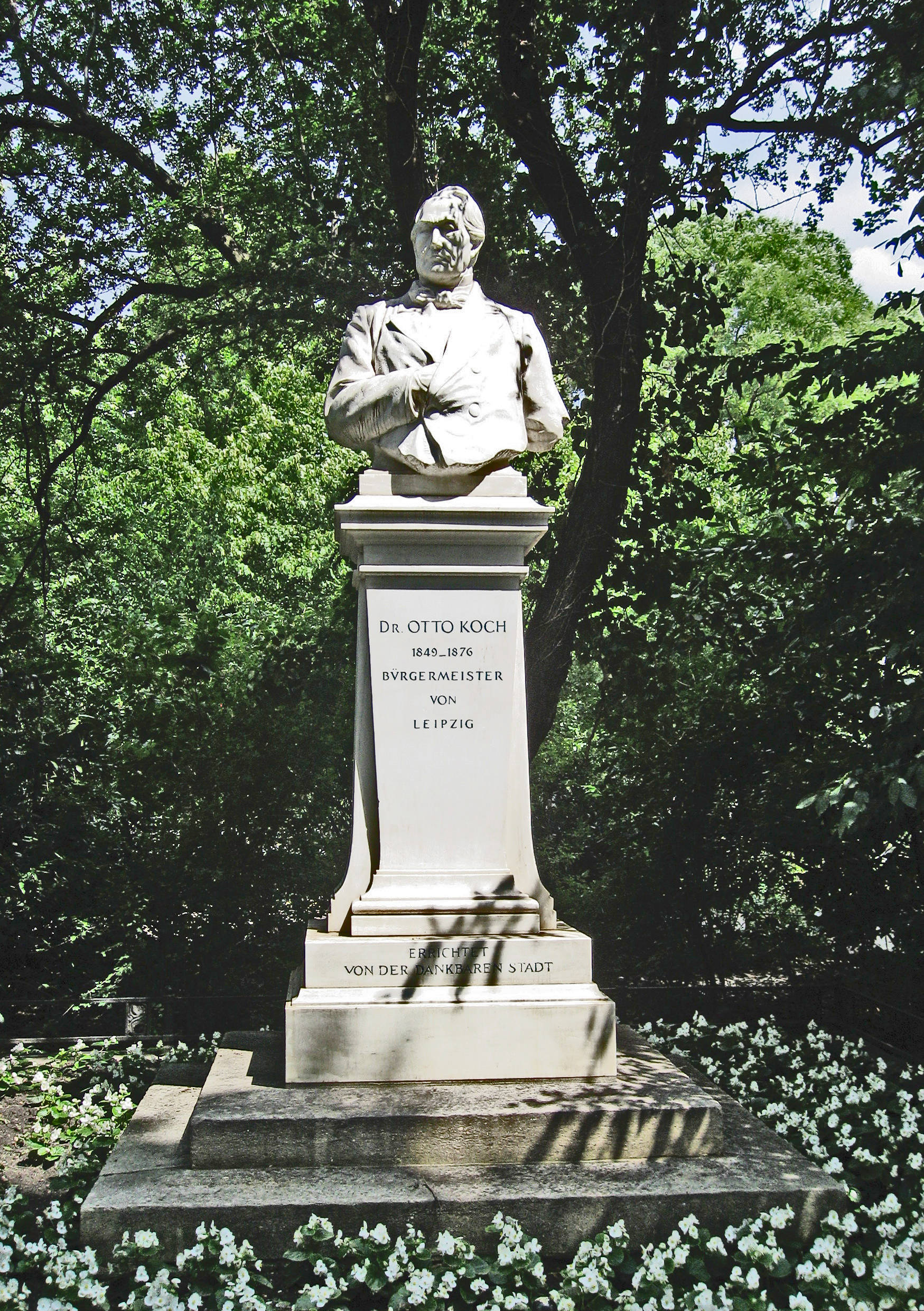
Bürgermeister-Koch-Denkmal in Leipzig.

Die juristische Fakultät der Universität Leipzig verlieh Koch 1859 die Ehrendoktorwürde. Anlässlich seines 25-jährigen Dienstjubiläums als Bürgermeister und in Anerkennung seiner erfolgreichen Amtsführung wurde er am 13. Mai 1873 – noch während seiner Amtszeit – Ehrenbürger der Stadt Leipzig.
1873 wurde in der Gemeinde Connewitz eine Straße nach ihm benannt. Fünf Tage nach Kochs Tod wurde beschlossen, durch Umbenennung der Connewitzer Straße die Kochstraße nach Leipzig zu verlängern. Die heutige Kochstraße war jahrhundertelang Teil der Via Imperii und führte durch Wiesen und Felder zum Dorf Connewitz. Viele vermögende Familien bauten sich dort Landhäuser, so auch Otto Koch; sein Haus stand an der Ecke zur Gustav-Freytag-Straße.
Ein Denkmal für Otto Koch in Leipzig regte der Leipziger Kaufmanns Ferdinand Rhode 1867 in seinem Testament an. Nach mehreren Entwürfen und Diskussionen über den Standort wurde es erst 31 Jahre später vom Leipziger Bildhauer Carl Seffner angefertigt. Anlässlich des 50. Jahrestags von Kochs Amtsantritt wurde das Denkmal am 16. Mai 1899 von seinem Nachfolger Georgi eingeweiht.